# АЕС Трино-2
Атомна електростанція Трино-2 (італ. Centrale elettronucleare Trino 2) мала стати другою атомною електростанцією в муніципалітеті Трино (точніше в селі Лері-Кавур, за кілька кілометрів на північний захід від АЕС Енріко Фермі), першою в Італії на базі на «Єдиного ядерного проекту», який тоді тільки зароджувався, і мала два реактори PWR від 950 МВт чистої електричної потужності кожен з яких працює на середньозбагаченому урані.
Її будівництво компанією Ansaldo Impianti SpA було замовлено компанією Enel SpA.
Для цієї споруди було затверджено лише виконавчий проект та визначено та підготовлено територію, коли після референдуму 1987 року будівництво було заблоковано. Ця ж територія згодом була використана для будівництва газопарової установки комбінованого циклу з електричною потужністю 700 МВт ТЕЦ Galileo Ferraris.

## Зовнішні посилання
- IAEA - Nuclear Power Reactors in the World, 2018 (PDF) (англ.).
- IAEA - PRIS database - Nuclear Power Reactor Details - PIEMONTE TRINO-1 (англ.). Архів оригіналу за 4 червня 2011.
- IAEA - PRIS database - Nuclear Power Reactor Details - PIEMONTE TRINO-2 (англ.). Архів оригіналу за 4 червня 2011.